# Jan Jałocha
Jan Jałocha (* 18. července 1957, Golkowice) je bývalý polský fotbalista, obránce. 

## Fotbalová kariéra
V polské nejvyšší soutěži hrál za Wislu Krakov, nastoupil ve 214 ligových utkáních, dal 19 gólů a v roce 1978 získal s Wislou Krakov mistrovský titul. V Poháru mistrů evropských zemí nastoupil ve 2 utkáních, v Poháru vítězů pohárů nastoupil ve 4 utkáních a v Poháru UEFA nastoupil v 5 utkáních. Dále hrál v německých nižších soutěžích za FC Augsburg, SpVgg Oberfranken Bayreuth a SV Eintracht Trier 05. Za polskou reprezentaci nastoupil v letech 1981-1985 ve 28 utkáních a dal 1 gól. Byl členem polské reprezentace na Mistrovství světa ve fotbale 1982, nastoupil ve 3 utkáních a získal s týmem bronzové medaile za třetí místo.

## Ligová bilance
| Ročník                                    | Zápasy | Góly | Klub                       |
| ----------------------------------------- | ------ | ---- | -------------------------- |
| 1. polská liga 1974/1975                  | 1      | 0    | Wisla Krakov               |
| 1. polská liga 1975/1976                  | 8      | 2    | Wisla Krakov               |
| 1. polská liga 1976/1977                  | 12     | 0    | Wisla Krakov               |
| 1. polská liga 1977/1978                  | 24     | 1    | Wisla Krakov               |
| 1. polská liga 1978/1979                  | 24     | 2    | Wisla Krakov               |
| 1. polská liga 1979/1980                  | 22     | 2    | Wisla Krakov               |
| 1. polská liga 1980/1981                  | 29     | 2    | Wisla Krakov               |
| 1. polská liga 1981/1982                  | 28     | 3    | Wisla Krakov               |
| 1. polská liga 1982/1983                  | 27     | 4    | Wisla Krakov               |
| 1. polská liga 1983/1984                  | 18     | 2    | Wisla Krakov               |
| 1. polská liga 1984/1985                  | 21     | 1    | Wisla Krakov               |
| 2. polská liga 1985/1986                  | 20     | 0    | Wisla Krakov               |
| 2. německá fotbalová Bundesliga 1988/1989 | 34     | 6    | SpVgg Oberfranken Bayreuth |
| 2. německá fotbalová Bundesliga 1989/1990 | 31     | 4    | SpVgg Oberfranken Bayreuth |
| CELKEM 1. polská liga                     | 214    | 19   |                            |